# Steve Cunningham
Steven "Steve" Ormain Cunningham (15 de julio de 1976, Filadelfia, Pensilvania) es un boxeador profesional estadounidense apodado USS, debido a su paso entre 1994 y 1998, por las tropas americanas. 

## Carrera
Como amateur compitió en el "National Golden Gloves" en 1998 y ganó la competencia en la categoría de 178lb (81kg). Comenzó su carrera como profesional en el año 2000, derrotando a Guillermo Jones. El 26 de noviembre de 2006, peleó contra el polaco Krzysztof Włodarczyk por el título vacante de la IBF de peso crucero. Steve aguantó toda la pelea, pero perdió el combate con una decisión dividida.En el verano de 2007, Steve volvería a retar al polaco estando el título en juego.Esta vez si ganó la pelea con una decisión unánime.
Defendió el título contra Tomasz Adamek el 11 de diciembre de 2008, pero también estaba en juego el título vacante de The Ring; Cunningham perdió la pelea por decisión dividida perdiendo así su título.

## Récord profesional
| 29 Victorias (13 KOs), 9 Derrotas, 1 Empate |        |                      |      |               |            |                                                                     |                                                                                               |
| Res.                                        | Récord | Oponente             | Tipo | Rd., Tiempo   | Fecha      | Localidad                                                           | Notas                                                                                         |
| D                                           | 29–9–1 | Andrew Tabiti        | UD   | 10            | 26-08-2017 | T-Mobile Arena, Paradise, Nevada, U.S.                              | Por el título de la NABF del peso crucero                                                     |
| G                                           | 29–8–1 | Felipe Romero        | UD   | 6             | 17-03-2017 | Santander Arena, Reading, Pennsylvania, U.S.                        |                                                                                               |
| D                                           | 28–8–1 | Krzysztof Głowacki   | UD   | 12            | 16-04-2016 | Barclays Center, New York City, New York, U.S.                      | Por el título de la WBO del peso crucero                                                      |
| E                                           | 28–7–1 | Antonio Tarver       | SD   | 12            | 14-08-2015 | Prudential Center, Newark, New Jersey, U.S.                         |                                                                                               |
| D                                           | 28–7   | Vyacheslav Glazkov   | UD   | 12            | 14-03-2015 | Bell Centre, Montreal, Quebec, Canada                               | Pierde el título USBA del peso pesado                                                         |
| G                                           | 28–6   | Natu Visinia         | RTD  | 7 (10), 3:00  | 18-10-2014 | 2300 Arena, Philadelphia, Pennsylvania, U.S.                        |                                                                                               |
| G                                           | 27–6   | Amir Mansour         | UD   | 10            | 04-04-2014 | Liacouras Center, Philadelphia, Pennsylvania, U.S.                  | Gana el título USBA del peso pesado                                                           |
| D                                           | 26–6   | Manuel Quezada       | UD   | 8             | 14-12-2013 | Resorts Casino Hotel, Atlantic City, New Jersey, U.S.               |                                                                                               |
| D                                           | 25–6   | Tyson Fury           | KO   | 7 (12), 2:55  | 20-04-2013 | The Theater at Madison Square Garden, New York City, New York, U.S. |                                                                                               |
| D                                           | 25–5   | Tomasz Adamek        | SD   | 12            | 22-12-2012 | Sands Casino Resort, Bethlehem, Pennsylvania, U.S.                  | Por el título IBF North American del peso pesado                                              |
| G                                           | 25–4   | Jason Gavern         | UD   | 10            | 08-09-2012 | Prudential Center, Newark, New Jersey, U.S.                         |                                                                                               |
| D                                           | 24–4   | Yoan Pablo Hernández | UD   | 12            | 04-02-2012 | Fraport Arena, Frankfurt, Alemania                                  | Por el título crucero de la IBF                                                               |
| D                                           | 24–3   | Yoan Pablo Hernández | TD   | 6 (12), 3:00  | 01-10-2011 | Jahnsportforum, Neubrandenburg, Alemania                            | Pierde el título crucero de la IBF; DT después de que Hernández sufriera un corte accidental. |
| G                                           | 24–2   | Enad Licina          | UD   | 12            | 12-02-2011 | RWE Rhein-Ruhr Sporthalle, Mülheim, Alemania                        | Retiene el título de la IBF del peso crucero                                                  |
| G                                           | 23–2   | Troy Ross            | TKO  | 5 (12), 0:01  | 05-06-2010 | Jahnsportforum, Neubrandenburg, Alemania                            | Gana el título vacante de la IBF del peso crucero                                             |
| G                                           | 22–2   | Wayne Braithwaite    | UD   | 12            | 11-07-2009 | BankAtlantic Center, Sunrise, Florida, U.S.                         |                                                                                               |
| D                                           | 21–2   | Tomasz Adamek        | SD   | 12            | 11-12-2008 | Prudential Center, Newark, New Jersey, U.S.                         | Pierde el título de la IBF del peso crucero                                                   |
| G                                           | 21–1   | Marco Huck           | TKO  | 12 (12), 1:56 | 29-12-2007 | Seidensticker Halle, Bielefeld, Alemania                            | Retiene el título de la IBF del peso crucero                                                  |
| G                                           | 20–1   | Krzysztof Włodarczyk | MD   | 12            | 26-05-2007 | Spodek, Katowice, Polonia                                           | Gana el título de la IBF del peso crucero                                                     |
| D                                           | 19–1   | Krzysztof Włodarczyk | SD   | 12            | 25-11-2006 | Torwar Hall, Warsaw, Polonia                                        | Por el título vacante de la IBF del peso crucero                                              |
| G                                           | 19–0   | Lloyd Bryan          | TKO  | 5 (10), 1:10  | 07-01-2006 | Madison Square Garden, New York City, New York, U.S.                |                                                                                               |
| G                                           | 18–0   | Kelvin Davis         | UD   | 12            | 03-09-2005 | Gund Arena, Cleveland, Ohio, U.S.                                   |                                                                                               |
| G                                           | 17–0   | Guillermo Jones      | SD   | 10            | 02-04-2005 | DCU Center, Worcester, Massachusetts, U.S.                          |                                                                                               |
| G                                           | 16–0   | Forrest Neal         | TKO  | 4 (8), 0:53   | 02-10-2004 | Madison Square Garden, New York City, New York, U.S.                |                                                                                               |
| G                                           | 15–0   | Sebastiaan Rothmann  | MD   | 10            | 22-05-2004 | Carnival City, Brakpan, South Africa                                |                                                                                               |
| G                                           | 14–0   | Terry McGroom        | UD   | 8             | 20-09-2003 | Mohegan Sun Arena, Montville, Connecticut, U.S.                     |                                                                                               |
| G                                           | 13–0   | Demetrius Jenkins    | UD   | 8             | 29-03-2003 | Spectrum, Philadelphia, Pennsylvania, U.S.                          |                                                                                               |
| G                                           | 12–0   | Joseph Awinongya     | UD   | 8             | 27-07-2002 | Mandalay Bay Events Center, Paradise, Nevada, U.S.                  |                                                                                               |
| G                                           | 11–0   | Caseny Truesdale     | PTS  | 4             | 29-09-2001 | Martinsville, Virginia, U.S.                                        |                                                                                               |
| G                                           | 10–0   | Shawn Townsend       | TKO  | 3             | 30-08-2001 | Charleston, South Carolina, U.S.                                    |                                                                                               |
| G                                           | 9–0    | Shawn Townsend       | TKO  | 6             | 26-07-2001 | Charleston, South Carolina, U.S.                                    |                                                                                               |
| G                                           | 8–0    | John Battle          | KO   | 1             | 28-06-2001 | The Plex, Charleston, South Carolina, U.S.                          |                                                                                               |
| G                                           | 7–0    | Mike Williams        | TKO  | 6             | 24-05-2001 | The Plex, Charleston, South Carolina, U.S.                          |                                                                                               |
| G                                           | 6–0    | Richard Perry        | KO   | 1             | 12-05-2001 | Johnson City, Tennessee, U.S.                                       |                                                                                               |
| G                                           | 5–0    | Jeff Bowman          | TKO  | 1             | 28-04-2001 | Nashville, Tennessee, U.S.                                          |                                                                                               |
| G                                           | 4–0    | Kanovas Alexander    | KO   | 1             | 12-04-2001 | Gaillard Municipal Auditorium, Charleston, South Carolina, U.S.     |                                                                                               |
| G                                           | 3–0    | Nate Frazier         | KO   | 1             | 10-03-2001 | Virginia, U.S.                                                      |                                                                                               |
| G                                           | 2–0    | Robert Marsh         | PTS  | 4             | 17-02-2001 | Radisson Hotel, Charleston, South Carolina, U.S.                    |                                                                                               |
| G                                           | 1–0    | Norman Jones         | SD   | 4             | 28-10-2000 | Jarrell's Boxing Gym, Savannah, Georgia, U.S.                       |                                                                                               |